# Terapia neoadyuvante
Terapia neoadyuvante es la administración de agentes terapéuticos antes de un tratamiento principal. Un ejemplo es la terapia hormonal neoadyuvante antes de la radioterapia radical para el adenocarcinoma de próstata. El objetivo de la terapia neoadyuvante es reducir el tamaño o la extensión del cáncer antes de recurrir a una intervención de tratamiento radical, con lo que se facilitan y aumentan las probabilidades de éxito de los procedimientos y se reducen las consecuencias de una técnica de tratamiento más extensa, que sería necesaria si no se redujera el tamaño o la extensión del tumor.
Otro concepto relacionado es que la terapia neoadyuvante actúa sobre la enfermedad micrometastásica. La reducción de la extensión es entonces un marcador sustitutivo de la eficacia sobre la diseminación no detectada, lo que se traduce en una mejora de la supervivencia a largo plazo en comparación con la estrategia de emplear la cirugía sola.
Esta terapia sistémica (ya sea quimioterapia, inmunoterapia u hormonoterapia), o bien la radioterapia, se utilizan habitualmente en cánceres que están localmente avanzados, y en los que los clínicos planean una operación en una fase posterior, como el cáncer de páncreas. El uso de este tipo de terapia puede reducir eficazmente la dificultad y morbilidad de procedimientos más extensos.
El uso de la terapia puede convertir un tumor intratable en tratable al reducir su volumen. A menudo, no está claro qué estructuras circundantes están directamente implicadas en la enfermedad y cuáles sólo muestran signos de inflamación. Al administrar la terapia, a menudo se puede hacer una distinción. Algunos médicos administran la terapia con la esperanza de que se observe una respuesta, y entonces pueden decidir cuál es el mejor curso de acción. En algunos casos, la resonancia magnética puede predecir la respuesta de un paciente a la terapia neoadyuvante, por ejemplo en el cáncer de ovario. 
No todo el mundo es apto para la terapia neoadyuvante porque puede ser extremadamente tóxica. Algunos pacientes reaccionan de forma tan grave que se excluyen otros tratamientos, especialmente la cirugía, y el paciente queda incapacitado para anestesia.

## Lecturas complementarias
- Valentini V, Coco C, Picciocchi A, Morganti AG, Trodella L, Ciabattoni A, Cellini F, Barbaro B, Cogliandolo S, Nuzzo G, Doglietto GB, Ambesi-Impiombato F, Cosimelli M (July 2002). «Does downstaging predict improved outcome after preoperative chemoradiation for extraperitoneal locally advanced rectal cancer? A long-term analysis of 165 patients». International Journal of Radiation Oncology, Biology, Physics 53 (3): 664-674. PMID 12062610. doi:10.1016/S0360-3016(02)02764-5.
- Tollefson MK, Boorjian SA, Farmer SA, Frank I (December 2012). «Downstaging to non-invasive urothelial carcinoma is associated with improved outcome following radical cystectomy for patients with cT2 disease». World Journal of Urology 30 (6): 795-799. PMID 22447397. S2CID 231833. doi:10.1007/s00345-012-0855-8.
- Rosenblatt R, Sherif A, Rintala E, Wahlqvist R, Ullén A, Nilsson S, Malmström PU (Junio de 2012). «Pathologic downstaging is a surrogate marker for efficacy and increased survival following neoadjuvant chemotherapy and radical cystectomy for muscle-invasive urothelial bladder cancer». European Urology 61 (6): 1229-1238. PMID 22189383. doi:10.1016/j.eururo.2011.12.010.
- «Adjuvant and Neoadjuvant Therapy for Breast Cancer». US National Institutes of Health (NIH). Archivado desde el original el 4 de enero de 2015.